# Nome (diritto)
Il diritto al nome è un attributo della personalità che è utilizzato per individuare e identificare una persona. Si tratta di un carattere distintivo, al fine di garantire all'ordinamento giuridico la possibilità di distinguere fra loro i soggetti, e necessario per l'identificazione del portatore; è proprio sia della persona fisica che di quella giuridica e in genere è soggetto a tutela in entrambi i casi.

## Persone fisiche
Il nome, per le persone fisiche, comprende: 
- Il prenome, o nome di battesimo: è dato dai genitori all'atto della registrazione presso l'ufficio di stato civile.
- Il cognome, o il nome patronimico: è il nome della famiglia, volto a distinguere una persona da altri membri della società.

Con poche differenze questa è una strutturazione del concetto di nome che si riscontra comune alla maggior parte delle legislazioni. Regole di dettaglio possono disciplinare l'uso di nomi composti da più parole sia nel prenome che nel cognome; per il prenome, in particolare, dato l'uso presso talune culture di dare al nato più nomi propri, possono sussistere regolamentazioni che assumono come prenome legalmente significativo la prima parola se questa è seguita da virgola, ovvero tutte le prime parole separate da spazi e non da virgole.
Le garanzie e le limitazioni in genere riconosciute per l'utilizzo del nome di persona comprendono immutabilità, imprescrittibilità, inalienabilità, inestimabilità, irrinunciabilità e intrasmissibilità. Il nome di un cittadino, cioè, non può essere mutato (contro la volontà dell'interessato), fatto decadere, ceduto (contro corrispettivo), valutato (in termini di valore materiale), abbandonato dal suo portatore, trasmesso.

### Diritto romano
In diritto romano i nomi erano tre (sistema dei tria nomina): praenomen, nomen, e cognomen; potevano aggiungersi a questi, ma senza valore giuridico, lo agnomen, un secondo cognome, e nei casi di adozione un riferimento a questa condizione. Induce in equivoco, nel diritto commerciale di età romana, il nomen proprium, che si riferisce non già alla persona, bensì al nome distintivo del contratto tipico (nomen proprium contractus), elemento essenziale del contratto consensuale di buona fede.

Presso i Romani era consentito mutarsi il nome, purché per fini non perniciosi o fraudolenti; la nozione si ricava da un rescritto dell'imperatore Diocleziano, diretto a Giuliano, che è stato incluso nel Corpus Iuris Civilis (Cod. libr. IX, titolo XXV).

### Attribuzione del nome
La scelta del nome del figlio o dell'adottato è pressoché ovunque lasciata alla discrezione dei genitori, o di coloro che hanno la potestà del registrando o un potere decisionale (giudici), anche se in alcune culture esistono norme speciali che circoscrivono la libertà di assegnazione del nome della persona. Queste norme generalmente si limitano a porre ridotti vincoli alla scelta del nome da parte dei genitori al fine di evitare l'apposizione di nomi ridicoli o degradanti o che si prestino a malintesi anche di natura sessuale. A questo proposito, ha generato un vivace dibattito in sede giudiziale la volontà di numerose coppie di genitori di attribuire il nome Andrea a neonati di sesso femminile, in quanto nome tradizionalmente maschile in Italia, ma ormai invalso anche al femminile per via della globalizzazione.

### Diritto al nome
Con la locuzione "diritto al nome" ci si riferisce, particolarmente in Italia, al diritto del cittadino di non subire coattive variazioni ope legis del suo nome originario; la costituzione italiana prescrive infatti, all'art.22, che nessuno può essere privato (fra l'altro) del suo nome per motivi politici. La disposizione trae la sua origine, primariamente, da quanto accaduto poco tempo prima durante il Fascismo allorché, durante una più ampia campagna di "italianizzazione", furono coattivamente modificati i nomi e i cognomi di origine straniera, trasformandoli in modo da eliminare qualsiasi retaggio linguistico non italiano o latino. Infatti, secondo studi sui lavori preparatori alla stesura della costituzione, inizialmente la norma avrebbe dovuto ricomprendere un generico e assoluto divieto di modifica non limitato alla motivazione politica, tuttavia il testo fu poi emendato nel senso definitivo poiché l'articolo interessato già trattava di altri importanti diritti (capacità giuridica e cittadinanza) legittimamente suscettibili di limitazione, e solo a fini di brevità e omogeneità del testo anche lo jus nominis finì garantito solo contro i motivi politici. Il costituente Vittorio Badini Confalonieri obiettò che, conseguentemente, si sarebbe potuto perdere il nome per qualsiasi motivo non politico, ma i lavori della I sottocommissione avevano appunto redatto inizialmente un testo non selettivo; tuttavia la materia studiata per la redazione di questo articolo riguardava proprio esempi di privazione "politica" del nome patita da ebrei e allogeni. In questo senso si parla di diritto al nome come di diritto a non perderlo contro la propria legittima volontà, ad esempio per abusi dell'autorità.
Il concetto di diritto al nome però è più ampio e comprende anche il diritto di ciascun individuo ad averne uno, istituto giuridico oggetto di alcune dichiarazioni solenni segnatamente riferite ai diritti dell'infanzia, per le quali il bambino ha espressamente diritto ad avere un nome. Così si esprime infatti la Convenzione sui Diritti del Bambino elaborata dall'Assemblea Generale dell'Organizzazione delle Nazioni Unite il 20 novembre 1989 e già diversi sono gli atti di recepimento in diversi paesi. In realtà il concetto sussisteva anche in ordinamenti di molto precedenti, sia pure più genericamente e quindi non limitatamente all'infante. Vi sono inoltre state teorizzazioni che leggono questo senso della locuzione "diritto al nome" come nitido esempio di un diritto di fonte consuetudinaria.
Il diritto al nome riconosciuto al nuovo nato o all'adottato si accompagna in genere ad un contestuale obbligo in capo al genitore di effettuare una registrazione anagrafica, presso uffici di stato civile o assimilati, dando così inizio ai rapporti fra lo stato e l'individuo; contestualmente (poiché l'obbligo di registrazione è da adempiersi in brevissimo tempo, spesso nelle 24 ore, dal parto) inizia in genere la capacità giuridica del nuovo iscritto. Secondo alcune elaborazioni, il nome diviene così un riassunto dello stato civile della persona. Secondo altre, al diritto soggettivo della persona si oppone un'interpretazione pubblicistica per la quale l'impiego del nome (insieme con l'obbligo di usarlo senza poterne disporre o modificarlo) risponderebbe ad esigenze statuali di "polizia civile". Durante la Rivoluzione francese, del resto, fu proprio in questo senso emesso un decreto che vietava di assumere nomi diversi da quelli originari esattamente per evitare che i nobili si sottraessero alla riconoscibilità.
Un altro caso di diritto al nome riguarda situazioni di coniugio. Il matrimonio può comportare che uno dei due coniugi possa, o talora debba, aggiungere o sostituire al suo cognome di nascita quello del/della coniuge, e possono sussistere norme di disciplina dell'uso del nome acquisito in caso di premorienza del coniuge dal quale lo si era acquisito. Se ne parla in termini di "diritto al nome" in quanto la prescrizione che ne sanciva l'obbligo, poteva essere oggetto di un diritto del coniuge da rinominare (in genere la donna) ad ottenere il rispetto della norma stessa. Anche a proposito di separazione dei coniugi e divorzio può rappresentarsi un interesse del soggetto che aveva acquisito per matrimonio il cognome del coniuge a conservarlo anche dopo l'interruzione del vincolo nuziale; in Italia è noto il caso di un politico (donna) che opera pubblicamente continuando ad usare il cognome dell'ex marito.
In Germania, ove convolando a nozze si può scegliere anche un "nome di famiglia" (ehename), da sostituire, aggiungere o premettere a quello originario e da condividere con il coniuge e l'eventuale prole, il diritto al nome è però interpretato come insorgente solo in caso di uso non autorizzato da parte di non avente titolo e gestito come controversia.

### Linearità del cognome
Il cognome, rappresentando un carattere distintivo della famiglia, si trasmette da uno o entrambi i genitori al figlio, e analogamente può accadere in caso di adozione (anche in aggiunta a un eventuale cognome originario). In Spagna, ad esempio, è uso attribuire al nuovo nato due cognomi, tradizionalmente il primo cognome paterno e il primo cognome materno.
In altri paesi, come la Bulgaria, il prenome del padre diventa il secondo nome dei figli, ed il cognome ereditato è quello paterno; dunque, il nome del padre è automaticamente inglobato nel nome dei figli, declinandosi al femminile in caso di figlie femmine: è così che il figlio maschio e la figlia femmina di un ipotetico Milev Josif Dermendžiev potranno essere chiamati rispettivamente Georgi Milev Dermendžiev e Ivanka Mileva Dermendžieva.
La materia della linearità si integra con quella riguardante la filiazione; in molti ordinamenti è anche in uso il principio del favor filiationis, che prevede una priorità nel soddisfacimento degli interessi oggetto di vertenza con preferenza verso quelli dei figli.
Quando viene trasmesso il cognome di uno solo fra i genitori, le normazioni stabiliscono se debba essere quello paterno o quello materno, o anche uno diverso da entrambi (come nel caso del Regno Unito). L'uso di attribuire al figlio il cognome del padre era discretamente diffuso, anche se - talora in contesti culturali improntati al matriarcato - in epoche passate non era infrequente l'ordinaria attribuzione di quello materno (ad esempio presso licii, egizi, cantabri, messicani, peruviani, tibetani). Le norme correnti per alcuni paesi prevedono:
- Germania: libera scelta fra il cognome paterno o materno, nessuna differenza per stato di coniugio;[25]
- Regno Unito: libera scelta fra il cognome paterno o materno, facoltà di sceglierne anche uno diverso.[26]

Nell'Unione europea, nel 2014 la Corte europea dei diritti dell'uomo ha condannato l'Italia, paese membro dell'Unione, perché la sua normativa non consentiva di dare al figlio il solo cognome della madre, configurandosi in questo regime, segnatamente poiché non ammetteva deroghe all'ordinaria disciplina (pur pragmaticamente ritenuta comprensibile), una discriminazione tra coniugi e un'ingerenza dello stato nella vita familiare e privata.
Si registra anche una differente gestione dell'attribuzione nei casi in cui i genitori, pur riconoscendo entrambi il nato, non si trovassero fra loro in regime di matrimonio valido ad effetti della legge civile. In tal caso, può accadere che non sia attribuito il cognome paterno, bensì solo quello materno (mater semper certa). Era ad esempio il caso della Francia, che solo con una legge del 2003 ha rimosso il distinguo della condizione di coniugio. La condizione di coniugio dei genitori induce la classificazione come "figlio legittimo" del nato a siffatta coppia, mentre è detto "figlio naturale" chi nasca da qualsiasi altra situazione parentale. Nelle culture non matriarcali al figlio legittimo era pressoché automaticamente imposto il cognome paterno, al punto che taluni ordinamenti, come quello italiano, non avevano o tuttora non hanno nemmeno una norma che lo prescrivesse.

### Omonimia
L'omonimia, cioè la condizione di possesso dei medesimi nome e cognome da parte di più soggetti, suscita problemi laddove il nome e cognome servono proprio a distinguere le distinte identità degli individui. Per questo, l'identificazione a fini legali si compone in genere non solo del nome e del cognome, ma anche del luogo e della data di nascita oltre che, talora, della residenza; l'insieme di questi dati prende il nome plurale di "generalità", che in molti paesi è un obbligo declinare a semplice richiesta delle competenti autorità di polizia.
Anche il patronimico propriamente detto, cioè la menzione del nome proprio del padre, può assumere un carattere distintivo e specificativo ed è usato in italiano con l'aggiunta al nome proprio: ad esempio, Mario Rossi di Giovanni identifica un signor Mario Rossi il cui padre si chiama Giovanni ed è vivente, mentre se il padre è deceduto il di è sostituito dal fu (poiché non è più) e il soggetto si chiama Mario Rossi fu Giovanni.

### Pseudonimo
L'utilizzo di uno pseudonimo, spesso in contesti di creazione o esibizione per lo più artistiche, è in molti ordinamenti soggetto a regolamentazioni, non di rado con riflessi anche sulla normazione in materia di diritto d'autore. In questo senso, ad esempio, è da diverse legislazioni riconosciuta diversa tutela all'opera di un autore riconosciuto con il nome proprio ovvero con uno pseudonimo, principalmente per quanto attiene alla durata dei diritti garantitigli.

### Titoli
In aggiunta al nome diversi ordinamenti consentono, a determinate condizioni, che il nome sia accompagnato da titoli indicanti il possesso di talune qualità personali, civiche, giuridiche o professionali.
Mentre è diffuso il diritto di utilizzare i titoli professionali ed accademici, i titoli nobiliari sono stati in molti ordinamenti aboliti. A fini identificativi, tuttavia, in genere i titoli non fanno parte dell'azione del generalizzare un soggetto nemmeno nei paesi i cui sistemi (frequentemente le monarchie) li riconoscano.

### Cambio di nome
Il diritto di un individuo a cambiare il proprio nome originario, quello cioè assegnatogli alla nascita, è riconosciuto in alcuni paesi (per usi non contrari alla legge) e non riconosciuto in altri. Vi è anche il caso degli Stati Uniti, in cui ciascuno dei singoli stati componenti l'Unione legifera per suo conto sulla materia e si hanno differenti esiti procedurali o di ammissibilità dell'istanza.
Nei paesi in cui la pratica è consentita, il cambio di genere consente anche il cambio di nome, in modo da permettere l'utilizzo di un nome proprio coerente con la nuova identità sessuale. Possono peraltro sussistere condizioni normativamente fissate che prevedono come requisito per la variazione identitaria ai fini dello stato civile la materiale sottoposizione ad un intervento chirurgico.

## Persone giuridiche
Il nome delle persone giuridiche, come per esempio di associazioni, società e fondazioni, viene definito nel loro atto costitutivo, e si indica con il termine "ragione sociale" per le società di persone e più propriamente "denominazione" per le società di capitali. In generale, i soggetti del commercio e delle professioni sono riconosciuti dal nome identificativo di ditta, e questo nome, in quanto identificativo di uno specifico soggetto giuridico, per molti ordinamenti deve essere sostanzialmente unico almeno per la "piazza" nella quale il costituendo soggetto va ad iscriversi.

Norme specifiche possono imporre che la denominazione contenga determinati elementi utili a chiarirne la qualità, e/o vietano l'utilizzo di alcune determinate parole o ne condizionano l'utilizzo (riserva di denominazione) al possesso di determinate caratteristiche.